# 京橋ジャンクション

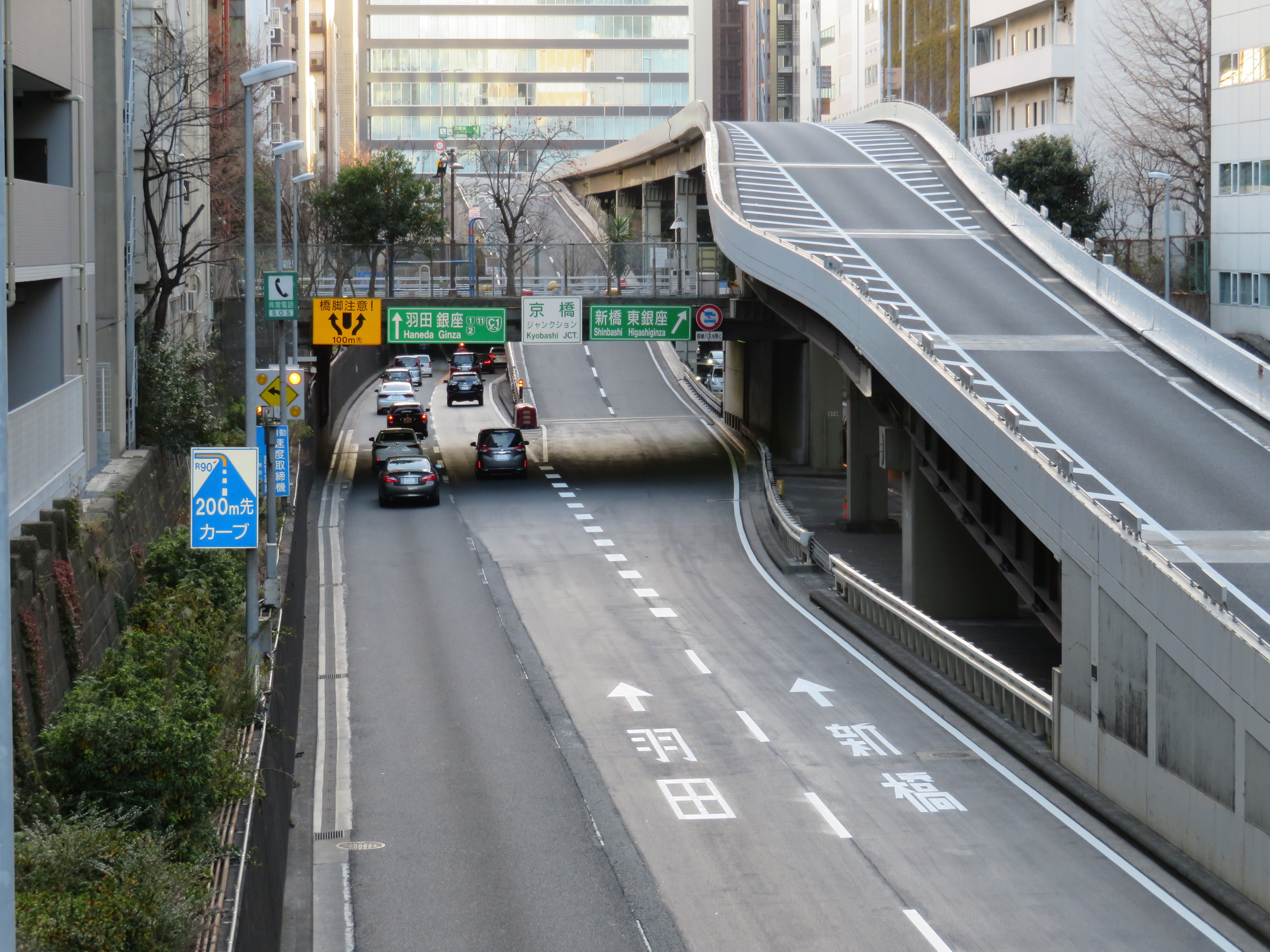
京橋JCT（外回り分岐付近）

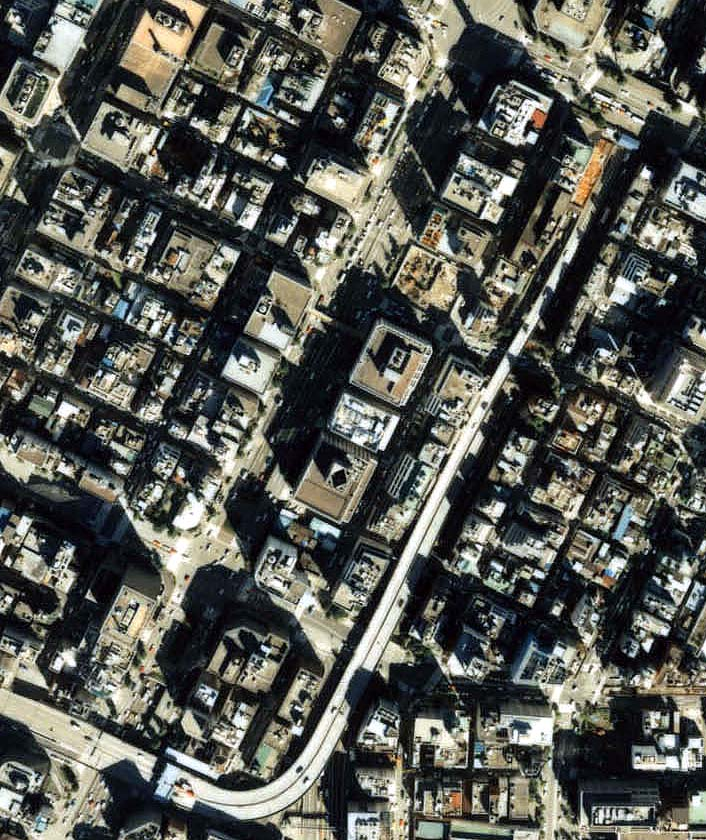
東銀座出口から京橋JCTの航空写真。

京橋ジャンクション（きょうばしジャンクション）は、東京都中央区にある首都高速道路都心環状線のジャンクションである。
2025年4月に東京高速道路の大半が廃止されたため、分岐方面へは東銀座出口にしか進行できなくなったため、現地案内上、当JCTの名前は除去され、本線から東銀座出口へのランプ分岐点として扱われている。

## 接続する路線
首都高速都心環状線（江戸橋ジャンクション方面）→首都高速都心環状線（支線）（- 東京高速道路経由東銀座出口）
2025年4月に東京高速道路の大半が廃止されるまでは、両方向で白魚橋乗継所を経て東京高速道路と連絡していた。
当ジャンクションのランプから東京高速道路の接続点までの0.1 kmの区間は、正式な路線名は都道首都高速8号線となるが、距離が極めて短いため、案内上は独立した路線呼称を持たず都心環状線の一部として扱われている。一方で、都市計画上では2022年に首都高速8号線としては廃止となり、首都高速1号線の一部とされている。

## 隣
首都高速都心環状線
(11)宝町出入口 - 京橋JCT - (12)京橋出入口
首都高速都心環状線（支線）
京橋JCT - - (D8)東京高速道路東銀座出口